# The Simpsons (sæson 13)
Den trettende sæson af tv-serien The Simpsons blev første gang sendt i 2001 og 2002.

## Afsnit

### Treehouse of Horror XII
Dette er den traditionelle Halloween-episode, som er delt i tre mindre historier. I 'House of Whacks' lægger Pierce Brosnan stemmen til en HAL 9000-lignende, som bliver forelsket i Marge. Homer inkarneres som selveste Døden i 'Curse of the Dummy.' Den sidste historie er inspireret af Harry Potter.

### The Parent Rap
Bart bliver tiltalt for at køre for hurtigt i politichefens bil. Han bliver straffet hårdt: Han skal passe på Homer døgnet rundt.

### Homer the Moe
Tekst mangler, hjælp os med at skrive teksten